# سفر به مرکز زمین (فیلم ۲۰۰۸)
سفر به مرکز زمین (به انگلیسی: Journey to the Center of the Earth) فیلم ماجراجویی سه‌بعدی به کارگردانی اریک بریوینگ و با بازی برندن فریزر، جاش هاچرسون و آنیتا بریم محصول آمریکا است که در ۱۱ ژوئیه ۲۰۰۸ منتشر شد.
همچنین دنباله این فیلم با نام سفر ۲: جزیره اسرارآمیز در سال ۲۰۱۲ ساخته شد.